# Strawberry 100%
Strawberry 100% (яп. いちご100% Итиго хяку па:сэнто, Ichigo 100%) — манга в жанре «гарем», созданная Мидзуки Каваситой. Она выходила в журнале Shonen Jump с февраля 2002 по август 2005 года, а затем была издана Shueisha в 19 томах. Она переведена на многие европейские языки, а впервые была издана на немецком сотрудничающими компаниями Viz Media и Tokyopop.
По манге снято одно многосерийное аниме и несколько OVA, все сделаны на студии Madhouse. В Японии аниме-сериал Strawberry 100%, состоящий из 12 серий, транслировался с апреля по июль 2005 года на телеканалах Animax и TV Asahi.
В 2005 году компанией Takara Tomy была издана видеоигра для PlayStation 2 под названием Strawberry 100%: Strawberry Diary (яп. いちご100%ストロベリーダイアリー Итиго 100%: Суторобэри: Дайари:).